# Commission sur l'assistance et la prévoyance publiques
La Commission sur l'assistance et la prévoyance publiques était une commission parlementaire de la Seconde République. Présidée par Adolphe Thiers, elle rendit son rapport le 26 janvier 1850.

## Membres
- Jules Ancel (droite, Seine inférieure)
- Emmanuel Arago (républicain, Pyrénées orientales)
- Gustave de Beaumont (centre-droit, Sarthe)
- Ferdinand Béchard (droite, Gard)
- Antoine Pierre Berryer (monarchiste, Bouches-du-Rhône)
- Louis Buffet (centre-droit, Vosges)
- Pierre Auguste Callet (Loire)
- Vicomte Camusat de Riancey (monarchiste)
- Athanase-Charles Coquerel (centre, Seine)
- Jacques Louis Adolphe Cordier (monarchiste, Calvados)
- Hyacinthe Corne (gauche, Nord)
- Charles Dupin (droite)
- Camille Godelle (bonapartiste, Aisne)
- Louis Napoléon Lannes de Montebello (droite, Marne)
- Henri Victor de L'Espinay (monarchiste)
- Félix Lequien (droite, Pas-de-Calais)
- Charles Levavasseur (monarchiste, Seine Inférieure)
- Charles Louvet (droite, Maine-et-Loire)
- Anatole, Louis, Joachim de Melun (monarchiste, Nord)
- Armand de Melun (catholique social - monarchiste, Ille-et-Vilaine)
- Charles de Montalembert (monarchiste, Doubs)
- Henri Charles Philippe de Mouchy de Noailles de Poix (bonapartiste, Oise)
- Pierre-Louis Parisis (droite, Morbihan)
- Théobald Piscatory (monarchiste)
- Claude Raudot (droite, Yonne)
- Charles de Rémusat (monarchiste)
- Pierre-François Savatier-Laroche (La Montagne, gauche)
- Jean-Pierre Aurélien de Sèze (droite, Gironde)
- Adolphe Thiers

## Source
- Thiers, De l'assistance et de la prévoyance publiques. Rapport présenté au nom de la Commission le 26 janvier 1850, Ve Wouters, 1850 (accessible sur books.google.fr) .